# Safe in the Hands of Love
Safe in the Hands of Love je třetí studiové album amerického hudebníka Yvese Tumora. Vydáno bylo v září roku 2018 jako hudebníkovo první album, které vydala společnost Warp Records. Album vyšlo bez předchozího oznámení. Spolu s Tumorem desku produkoval Justin Raisen. Albu se dostalo velmi pozitivního přijetí od kritiků. Například server Pitchfork Media, který jej označil za „benchmark v experimentální hudbě“, mu dal 9,1 bodu z deseti. Podobně nadšeného přijetí se mu dostalo také od serverů The 405 a Tiny Mix Tapes či deníku The Guardian, stejně jako od Jana Macháčka z Radio Wave.

## Seznam skladeb
1. Faith in Nothing Except in Salvation – 1:33
2. Economy of Freedom – 4:55
3. Honesty – 5:01
4. Noid – 3:29
5. Licking an Orchid – 4:38
6. Lifetime – 3:42
7. Hope in Suffering (Escaping Oblivion & Overcoming Powerlessness) – 4:56
8. Recognizing the Enemy – 4:49
9. All the Love We Have Now – 3:22
10. Let the Lioness in You Flow Freely – 5:32